# Джерело № 3 (Довге)
Джерело № 3 — гідрологічна пам'ятка природи місцевого значення. Об'єкт розташований на території Іршавського району Закарпатської області, с. Довге, філія №1 «Іршавський лісгоп», ДП «Агроспецсервіс», урочище «Митьова», квартал 39, виділ 10.
Площа — 0,5 га, статус отриманий у 1984 році.